# Marcos Poggi
Marcos Poggi (31 de agosto de 1987) é um jogador de rugby sevens espanhol.

## Carreira
Marcos Poggi integrou o elenco da Seleção Espanhola de Rugbi de Sevens, na Rio 2016, que foi 10º colocada.